# واين جاكسون (عازف قيثارة)
واين جاكسون (بالإنجليزية: Wayne Jackson)‏ هو عازف قيثارة وكاتب أغاني بريطاني، ولد في 23 يونيو 1971 في مانشستر في المملكة المتحدة.

## وصلات خارجية
- واين جاكسون على موقع ميوزك برينز (الإنجليزية)
- واين جاكسون على موقع ديسكوغز (الإنجليزية)
- واين جاكسون على موقع ديسكوغز (الإنجليزية)